# Point de vue (Film)
Point de vue ist ein Filmessay der Regisseure Bernhard Lehner und Andres Pfaeffli aus dem Jahr 1991. Darin ergründet der Fotohistoriker Helmut Gernsheim die Entstehungsgeschichte der ersten Fotografie der Welt. Parallel dazu wird die Geschichte „Abenteuer eines Fotografen“ von Italo Calvino erzählt, die Fragen zur Entwicklung der Fotografie als Medium aufwirft.

## Das Foto
Die Fotografie, die als erste der Welt gilt, hat Nicéphore Niépce im Jahr 1826 aus dem Fenster seines Arbeitszimmers heraus aufgenommen. Sie zeigt eine scheinbar nichtssagende Ansicht: Eine Hausecke, das Dach einer Scheune und einen Turm. Im Hintergrund ist ein Baum zu erkennen. Es ist zu schwach belichtet. Nur durch die Möglichkeiten der modernen Fototechnik konnten die feinen Bildspuren verstärkt und so sichtbar gemacht werden. Die Fotografie ist heute im Besitz der University of Texas.

## Kritik

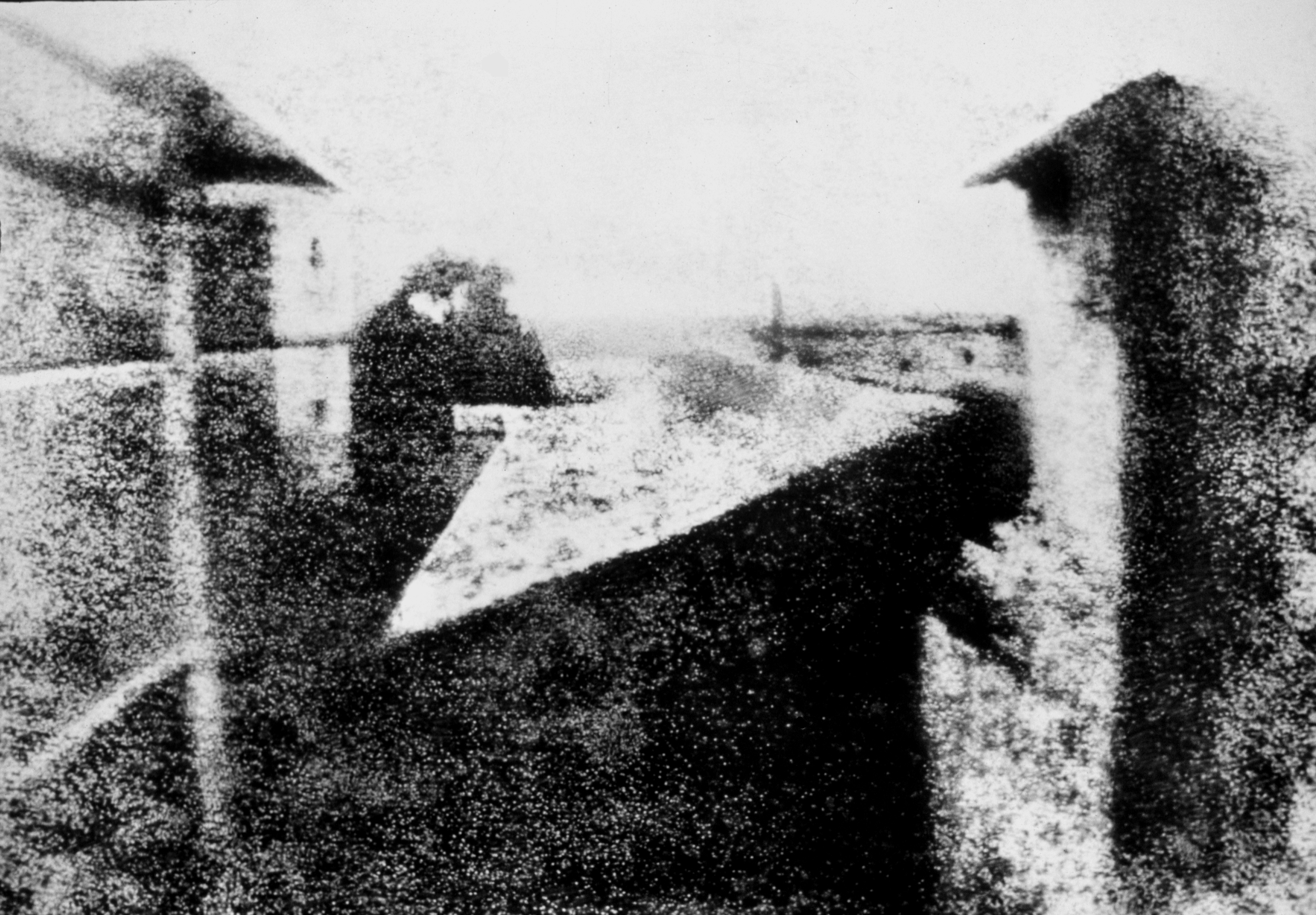
Die erste Fotografie (Nicéphore Nièpce 1826)

„Ausgehend vom Foto und ihrem Finder haben die Autoren ein filmisches Essay gestaltet, in dem sie nicht nur die Geschichte des Bildes rekonstruieren, sie lassen uns mit subtilen Irritationen auch über das Abenteuer Fotografie und die Wahrnehmung von Bildern überhaupt nachdenken.“

„Der Film fesselt durch die gründliche Darstellung, mit der die Geschichte der Wiederentdeckung der ‚ersten Photographie der Welt‘ durch den Photographiehistoriker Helmut Gernsheim dokumentiert wird. Dabei formuliert der Film interessante Thesen zur Photographie, die wichtige Denkanstösse für Photographierende vermitteln.“

„Hier geht es um grundsätzliche Fragen der medialen Wahrnehmung und Aneignung von Wirklichkeit- und der Entwicklung photographischer Technologie bis zum heutigen elektronischen Bild.“